# Ding Xia
Ding Xia, född 13 januari 1990 i Shijiazhuang, är en kinesisk volleybollspelare. Hon blev olympisk guldmedaljör i volleyboll vid sommarspelen 2016 i Rio de Janeiro.